# Šahovska olimpijada 1972.
20. Šahovska olimpijada održana je 1972. u Sjevernoj Makedoniji, tada dijelom Jugoslavije. Grad domaćin bio je Skoplje.

## Poredak osvajača odličja
| Mj. | Država      | Bodova | Igrači |
| --- | ----------- | ------ | ------ |
| 1.  | SSSR        | 42,0   |        |
| 2.  | Mađarska    | 40,5   |        |
| 3.  | Jugoslavija | 38,0   |        |

| Pobjednici             |
| ---------------------- |
| SSSR Jedanaesti naslov |